# Euphyia hawthornei
Euphyia hawthornei är en fjärilsart som beskrevs av Thierry-mieg 1915. Euphyia hawthornei ingår i släktet Euphyia och familjen mätare. Inga underarter finns listade i Catalogue of Life.